# Sveriges jernbanehistorie
Sveriges jernbanehistorie kan siges at tage sin begyndelse i midten af 1850-erne, da de første jernbaner til passagertrafik og drevet ved lokomotiver blev anlagte. I det følgende trekvarte århundrede voksede jernbanenettet, først hurtigt, senere langsommere. Da det svenske jernbanenet var på sit højeste i 1939, var der 16.900 kilometer spor. Sverige startede forholdsvis tidligt en elektrificering af jernbanen, men først efterhånden kom elektrificeringen til at omfatte de fleste strækninger. Efter 2. verdenskrig skete der en satsning på forhøjet komfort og større hastighed på de vigtige banestrækninger, mens svagt benyttede jernbanelinjer stoppede driften. Omkring årtusindskiftet skete der en kraftig revitalisering af jernbanedriften til dels som følge af det tættere samarbejde med Danmark, der indtrådte i forlængelse af anlæggelsen af den faste forbindelse over Øresund, Øresundsbroen (Øresundsbron) og regionale baneforbindelser mellem Kystbanen på Sjælland på den ene side og Skåne, Halland og Blekinge på den anden. I 2006 var der 11.481 kilometer spor, hvoraf 9.400 kilometer var elektrificerede.

## Tidlige hestebaner
Som den ældste skinnestrækning regnes banen mellem minerne og havnen i Höganäs, anlagt i 1798 som den første dokumenterede bane over jorden i Sverige. Skinnerne var af træ og vognene blev trukket af heste. Allerede tidligere fandtes der simple sporbaner i miner, eksempelvis Falu koppargruva. Lignende træbaner blev anlagt i de følgende år, blandt andre i Värmland, men først i 1845 da greve Adolf Eugène von Rosen, "de svenske jernbaners fader", fik kongelig tilladelse til at anlægge jernbaner i Sverige, begynder den egentlige historie. På grund af pengemangel kunne han dog ikke føre sin plan ud i livet. I stedet byggede Claes Adelsköld, kaldet "Sveriges jernbanearbejder nummer 1", i 1849 den første jernbane i Sverige til almindelig trafik. Det var Frykstadbanan i Värmland. Heste blev de første år anvendt som trækkraft.

## De tidlige år
Allerede i 1829 var der fremkommet forslag om anlæggelse af jernbaner til forbindelse mellem de indre Vandveje, og der efter arbejdedes der i en årrække med planer om tilvejebringelse af et jernbanenet ved privat initiativ. Det lykkedes dog ikke at rejse den fornødne kapital, og det håndgribelige resultat var kun de korte strækninger, Örebro—Dylta og den tilsluttende Nora—Ervalle, der åbnedes 1856. Som følge heraf besluttede rigsdagen i 1853, at staten skulle anlægge stambaner i Sverige, mens sidebanerne skulle anlægges af private virksomheder. Som leder af arbejdet blev Nils Ericson i 1855 udnævnt, og han fik stor indflydelse på det svenske jernbanenets udformning.

### Stambanerne anlægges
De følgende år gik udviklingen hurtigt. I 1856 blev de første lokomotivjernbaner indviet, henholdsvis den 5. marts Örebro-Nora (privatbanerne Köping-Hults Järnväg og Nora-Ervalla Järnväg) og den 1. december Malmö-Lund (Södra stambanan) og Göteborg-Jonsered (Västra stambanan). I 1857 blev Östergötlands første lokomotivdrevne jernbane mellem Bersbo og Åtvidaberg indviet. Banen Gävle-Falun (Gävle-Dala Järnväg) blev færdig i 1859. Västra stambanan, Stockholm-Göteborg, blev helt færdig i 1862. Rejsetiden var fjorten timer med hurtigtog, der samtidig havde premiere. Den første del af Norra stambanan, mellem Stockholm og Uppsala, og Uddevalla-Vänersborg-Herrljunga järnväg åbnede for almindelig trafik i 1866.

### Det rullende materiel
Ud over banerne blev også det rullende materiel udviklet. Dampopvarmning blev indført i personvogne i 1871, og i 1872 fulgte SJ's første personvogne med gennemgangsmulighed. I 1879 indførte man svensk normaltid på alle jernbanestationer. Vakuumbremseer i persontog kom i 1883, mens godstog fortsat blev håndbremset. SJ begyndte i 1886 at køre med sovevogne, i første omgang kun for rejsende på første og anden klasse. Bogievogne blev indført af SJ i 1891. I 1892 åbnedes den første togforbindelse til udlandet, mellem Helsingborg og Helsingør.

### Første elektrificerede jernbane
Sveriges første elektrificerede jernbane blev taget i drift i 1890 hos industrivirksomheden Boxholms AB. Det var et smalsporet net af spor mellem virksomhedens forskellige bygninger. Lönnabanan, som den kaldtes, ophørte først i 1966, da banen blev erstattet af lastbiler. Et af lokomotiverne er bevaret på Boxholms bruksmuseum.
Jernbaneudbygningen fortsatte i 1893 med åbningen af trafikken på Saltsjöbanan, mellem Fåfängan/Tegelviken og Saltsjöbaden. Længere nordpå blev Norra stambanan færdig til Boden i 1894, hvor den blev forbundet med banen mellem Luleå og Gällivare, som var blevet anlagt i 1880'erne af en engelsk virksomhed og købt af SJ i 1891. I 1895 åbnede den første svenske elektrificerede jernbane til persontrafik, Djursholmsbanan (Roslagsbanan), samt jernbanefærgeforbindelsen mellem Malmö og København. Det såkaldte "antikystprincip" blev opgivet af staten i 1896, hvilket hidtil havde været det rådende princip for anlæg af jernbaner. Dette førte blandt andet til at Ostkustbanan langs Norrlands kyst kunne forlænges fra Gävle og nordpå, at anlægningen af en vestkystbane mellem Göteborg og Oslo blev påbegyndt.

### Tidlige statsovertagelser af privatbaner
Det oprindelige princip med et hovedbanenet ejet af staten og sidebaner ejet af private baneselskaber blev snart opgivet. Af forskellige grunde skete en statslig overtagelse af private baner allerede inden århundredeskiftet. Den første af staten overtagne privatbane var Hallsberg-Motala-Mjölby, hvor selskabet var kommet i vanskeligheder; banen blev statslig i 1879. I Norrland overtog staten nogle kortere baner i forbindelse med anlæggelsen af stambanan og dennes sidebaner til kysten.
I 1890 overtog staten jernbanen Luleå-Gällivare, fortrinsvis af politiske og militære årsager. I forbindelse med anlæggelsen af Inlandsbanan afstod staten fra at bygge den planlagte sydligste del, syd for Sveg, og købte i stedet de eksisterende privatbaner mellem Sveg og Mora samt Mora-Vänerns järnväg til Kristinehamn.
I det sydlige Sverige overtog staten i henhold til en riksdagsbeslutning i 1895 de linjer, som var blevet anlagte af fem jernbaneselskaber og til sammen udgjorde Västkustbanan (Malmö/Landskrona/Helsingborg-Göteborg).

## Efter århundredeskiftet
Ved århundredeskiftet fortsatte udviklingen med de første restaurantvogne i 1897, som blev indsat på strækningen Uppsala-Gävle, senere samme år fulgte SJ efter. Malmbanan fra Gällivare over Riksgränsen til Narvik blev indviet i 1903, og i 1905 begyndte SJ prøvekørsler i Stockholmsområdet med sit første eldrevne lokomotiv. Det første store hurtigtogslokomotiv, A-lokomotivet, kom i 1906, det var også det første hos SJ med dampopvarmning.

### Elektricificeringen vinder frem
Kungsleden, færgeforbindelsen mellem Trelleborg og Sassnitz, fik jernbanefærger i 1909 – den første jernbaneforbindelse med Tyskland. SJ gik også ind på busmarkedet med den første rute 1911 mellem Tanum og Grebbestad. I 1914 kom F-lokomotivet, et hurtigtogslokomotiv, der også var Sveriges første damplokomotiv.
SJ fik sin første elektricificerede strækning i 1915, strækningen Kiruna-Riksgränsen. Hele Malmbanan var elektrificeret i 1923.
Riksdagen besluttede i 1919 at trykluftsbremser skulle indføres hos SJ, hvilket blev gennemført i perioden 1920-27. I 1924 begyndte man med elektrisk opvarmning i personvogne, og i 1925 fulgte det første ellokomotiv litra D, som var en stor serie af standardlokomotiver i Sverige. Västra stambanan var færdigelektrificeret i 1926, og i 1927 indførtes 24-timersuret ved de svenske jernbaner. SJ begyndte at byggge personvogne med vognkasser af stål, og i 1932 skinnebusser.
Elektrificeringen fortsatte i 1933 med strækningen Stockholm-Malmö, og Malmö-Göteborg i 1936. I 1942 kunne man rejse med eltog hele vejen fra Trelleborg til Riksgränsen (2022 km), den gang Europas længste sammenhængende elektrificerede strækning. Inden da var Inlandsbanan færdiggjort i 1937, den sidste jernbaneanlægning i Sverige indtil 1990'erne. I 1939 besluttede riksdagen at statsliggøre privatbanerne. I 1940 begyndte leverancer af en lokaltogsvogn af ny model i pendlertrafikken, først og fremmest i Stockholmsområdet, og i 1941 kom en personvognstype til hurtigtog med selvbærende vognkurv.

### Planerne om statens overtagelse af privatbanerne
I tiden fra 1. verdenskrig til 2. verdenskrig fremkom flere tiltag med henblik på at lade staten overtage de private baner. Et tidligt forslag i riksdagen om udredning af spørgsmålet om statslig overtagelse af privatbaner fremlagdes i 1916, men blev afvist. Järnvägsstyrelsen (SJ) foreslog i 1918 overtagelse af større privatbaner. En statslig komité blev nedsat i 1918, men den blev nedladt igen i 1922.
To forslagsstillere indgav i 1923 og 1925 forslag om statslig overtagelse. Det ene forslag, fremlagt af Sven Norrman i 1923, gik ud på en gruppevis fusion af privatbaner. Konkret foreslog han tolv nye regionale jernbaneselskaber (de modsvarer delvist de länstrafikbolag som senere blev oprettede for persontrafikken, men omfattede trafikmæssigt sammenholdte linjegrupper som ikke blev afskårne ved länsgrænser). Fusionstanken blev taget op ved järnvägs- och automobilkonferensen i Stockholm 1927, og kommunikationsminister Carl Meurling udnævnte järnvägsfusionssakkunniga (jernbane-sammenslutnings-sagkyndige). De foreslog, at de private jernbaner i Skåne skulle fusioneres til tre. Det kom der ikke noget ud af.

### Trafiksvage baner
I 1920-erne voksede biltrafikken, og jernbaneselskaberne fik generelt forringet deres økonomi. Flere kunne ikke betale af på de statlige lån, som de havde fået. I 1931 trådte nye regler for godssamkørsel mellem SJ og andre baner i kraft til fordel for SJ, som kunne føre godstrafikken over egne banestrækninger, selv om kørselsstrækningen dermed blev betydeligt længere. Mellem 1927 og 1931 indtrådte flere tilfælde, hvor private jernbaneselskaber kom i vanskeligheder og anmodede om, at gæld til staten skulle nedskrives eller at staten skulle overtage banerne for at forhindre en nedlægning. Visse sådanne overtagelser skete da også, i alt 23 baner mellem 1920 og 1940. Det største overtagelse skete i 1933 af jernbanerne Uppsala-Gävle (UGJ) og de daværende Østkystbane (OKB) Gävle-Sundsvall-Härnösand, i alt 447 km. De private jernbaners samarbejdsorgan Svenska järnvägsföreningen var imod en statslig overtagelse og foreslog i stedet gruppevise fusioner.

### Nye statsovertagelsesplaner
I 1933 blev i riksdagsmotioner (forslag) af Albert Forslund og Ernst Eriksson - begge med jernbanesagkyndig baggrund - foreslået en statslig overtagelse af hele jernbanenettet. I 1936 nedsattes en udredningskommission på baggrund af riksdagens udtalelse om "normalspårsnätet under enhetlig ledning" (noralsporsnettet under fælles ledelse). Denne kommission fandt, at ved de private baner skulle 2.000 stillinger kunne nedlægges svarende til 16 % af alle, men besparelsen i kroner ville kun blive 8 %, efter som en statslig overtagelse ville føre til højere lønninger ved de af staten overtagne baner. Tre af de større privatbaner var imod forslaget om statens overtagelse. Af dem anførte Grängesberg-Oxelösunds järnvägar (TGO), at banen var integreret med virksomhedens malmbrydning og malmtransporter. Så fulgte 1936 års järnvägskommitté med Henning Leo som formand. Denne afgav sin betænkning i oktober 1938 og foreslog et total statsovertagelse, det vil sige også af smalsporsbanerne.
I 1937 havde järnvägsstyrelsen (SJ) indtaget en mere positiv indstilling til at overtage baner med økonomisk underskud i SJ-nettet for derved at opnå en ensretning af landets jernbanenet. Her efter fulgte overtagelsen af baner som Sala-Gysinge-Gävle (SGGJ), Uppsala-Enköping (UEJ) og Östra Centralbanan (ÖCB) med flere. I Skåne overtog staten aktierne i nogle baner, som blev drevet videre som statslige jernbaneselskaber.
Efter 1938 års betænkning fulgte forslag til riksdagen og riksdagens beslutning den 17. maj 1938 med stor majoritet om tilslutning til en statslig overtagelse. Dette gennemførtes efterfølgende ved frivillige overenskomster om at staten overtog aktierne i driftselskaberne, hvilket skete i årene 1940-1952 for i alt 7.439 km banestrækning. Roslagsbanan blev overtaget 1. juli 1951 ved køb af aktierne men solgtes 1 maj 1972 til AB Storstockholms lokaltrafik (SL). Baner, som ikke blev overtaget af staten, var Grängesberg-Oxelösund (senere overtaget af staten), Nora Bergslags Järnväg (NBJ) og Saltsjöbanan samt den smalsporede Nordmark-Klarälvens järnväg (NKlJ). I 1974 var 6.082 km af i alt 11.361 km tidligere privatbaner, det vil sige lidt over halvdelen af banenettet.

## Efter 2. verdenskrig
Efter 2. verdenskrig øgedes hastigheden på jernbanerne. Strækningen Alvesta-Eslöv blev i 1946 først i Sverige med en hastighedsgrænse på 120 km/t, og i 1948 fulgte Göteborgaren, et elektrisk motorvognstog med en maksimal hastighed på 130 km/t. Et lignende tog, men kun tilladt til 115 km/t, var året forinden blevet leveret til Bergslagsbanan og kørte som GDG-Expressen mellem Göteborg og Gävle. I 1949 kom SJ's første store diesellokomotiv. Det var to rangerlokomotiver litra V1 fremstillet i England. En restaurantvogn med aircondition kom i 1953, og de første Rapidlokoer til eksprestog, litra Ra, kom i 1955. Rejsetiden Stockholm-Göteborg var nu nede på fire timer. Samme år indførte SJ fjernblokering på den første strækning, Ånge-Bräcke. Allerede i 1936 fandtes dog et lignende system på den private Saltsjöbanan.
Tredje klasse blev fjernet i 1956 i Sverige og de fleste andre europæiske lande (tredjeklassesvogne blev ommærket til anden klasse, og andenklassesvogne til første klasse). I 1958 blev dobbeltsporet mellem Stockholm og Göteborg færdigt, og i 1959 kom de elektriske eksprestog, de såkaldte "paprikatog" på grund af deres knaldrøde farve. Hurtig- og eksprestog fik nye bekvemme siddevogne i 1960, med nye overgange mellem vognene og nye bogier, og i 1962 kom Rb-lokomotivet, en forløberserie til de berømte Rc-lokomotiv. I 1964 blev dobbeltsporet mellem Katrineholm og Malmö indviet, og en malmbane mellem Kiruna og Svappavaara (40 km). I 1966 kom et nyt dieselmotorvognstog litra Y3, og 1967 det første Rc-lokomotiv, samt det første pendlertog (litra X1) til Storstockholms Lokaltrafik (SL). Selve Stockholms Pendeltågstrafik blev indledt i 1968 i den form, den har i dag.

### Moderniseringen i 1970-erne
Moderniseringerne fortsatte i 1970-erne. I 1970 blev Rc-lokomotiver godkendt til 160 km/t leveret, og i 1972 blev SJ's sidste damplokomotiv taget ud af drift. Svensk hastighedsrekord på skinner blev sat i 1975, med 238,2 km/t (med prøvetoget X15), en rekord som senere er blevet slået. I 1978 åbnede strækningen Borlänge-Mora for elektrisk drift, og i 1979 indværksattes SJ's lavprissatsning. Södra stambanans højeste bro, 20 meter over Höje å mellem Malmö og Lund, blev udskiftet i 1982. City-Express begyndte i 1983 på strækningerne Stockholm-Göteborg og Stockholm-Karlstad, og i 1988 indførtes sovevogn med bruser i kupéerne. Samme år blev Statens Järnvägar opdelt i trafikdelen SJ og banedelen Banverket.

### Nedlægning af svagt benyttede baner
Samtidig med disse trafiksatsninger, blev mange trafiksvage baner nedlagt og skinnerne taget op. Først og fremmest blev alle smalsporede baner nedlagt, bortset fra de få baner, der kunne klare sig og var blevet udvidet til normalspor. Årsagerne til nedlægningerne var forskellige, alt fra fald i antal passagerer til at jernbanen var i vejen for andre satsninger, eller af andre grunde. Nedlægningsudviklingen begyndte lige før anden verdenskrigs udbrud (blandt andre nedlæggelsen af strækningen Lund-Bjärred i foråret 1939), stoppede under krigen, øgedes i 1950'erne, nåede sit højeste omkring 1965, gik siden nedad for at nå en ny nedlægningsbølge i midten og slutningen af 1980'erne. Mange jernbaner med næsten eller kun persontrafik omklassificeredes til "länsjernbaner", hvilket var dødsstødet for samtlige baner, som gik igennem områder hvor landstingene ikke var interesserede i at drive togtrafik, mens det for andre baner blev redningen fra nedlægningstruslen, i det mindste i en årrække. Selv i dag er der flere baner, som er truet af nedlægning, blandt andre Bohusbanan nord for Munkedal.

### 1990-ernes revitalisering
1990-erne indebar en genfødsel af de svenske jernbaner. Hurtigtoget X 2000 blev sat i drift i 1990 på strækningen Stockholm-Göteborg, i 1995 Stockholm-Malmö, og i 1996 også Göteborg-Malmö. X 2000 satte i 1993 ny hastighedsrekord med 276,3 km/t på det nyligt anlagte dobbeltspor mellem Varberg og Falkenberg. Samme år begyndte byggeriet af tunnelen gennem Hallandsåsen. I 1995 åbnedes Grödingebanan for trafik, i 1997 Svealandsbanan og i 1999 jernbanen til Arlanda. I 2000 åbnede Øresundsbron, som gjorde det svensk-norske normalsporsnet til en del af det kontinentaleuropæiske.

## Efter årtusindskiftet
SJ blev omdannet til aktieselskab i 2001. Persontrafikken blev overtaget af SJ AB og godstrafikken af Green Cargo. Samme år åbnede Landskrona-Helsingborg, en del af Västkustbanan, for trafik. Ystad-Simrishamn blev elektricificeret i 2003, og i 2004 kom det nye topersoners kupétog X40. Det fællesnordiske Linx, tog mellem Stockholm-Oslo og København-Göteborg-Oslo, blev nedlagt i 2005 efter tre år. Den 17. juni 2007 genåbnede Blekinge kustbana efter to års passagertrafikpause som en elektrificeret bane med Øresundstog.
Foruden anlægningen af Botniabanan er man i færd med at udbygge til dobbeltspor på flere baner, som elektrificering og baneudretning, foruden andre investeringer.